# Potyczka pod Pelham
Potyczka pod Pelham czasami nazywana bitwą o Pell's Point – starcie zbrojne, które miało miejsce 18 października 1776 roku w czasie kampanii nowojorskiej, podczas amerykańskiej wojny o niepodległość.
Pell's Point to południowy cypel półwyspu Rodman's Neck, obecnie część parku miejskiego Bronksu.
Żołnierze generała Washingtona zajmowali pozycje na półwyspie Rodman's Neck w czasie, gdy brytyjskie okręty rzuciły kotwice i rozpoczęły wyładunek piechoty na Pell's Point. Zgodnie z miejscową legendą Washington i pułkownik John Glover stojący na wzgórzach byli świadkami marszu Brytyjczyków poprzez łąkę.
Waszyngton wysłał swych żołnierzy do White Plains, lecz pozostawił pułkownika Johna Glovera z 750 ludźmi z Marblehead (Massachusetts) z zadaniem obrony Rodman's Neck przeciwko 3 000 żołnierzy brytyjskich i heskich.
Mimo iż uznaje się, że zwycięstwo odnieśli Brytyjczycy, bitwa ta umożliwiła wycofanie się sił Washingtona z Manhattanu.